# Annales de Tigernach
Pour les articles homonymes, voir Annales (homonymie).
Les Annales de Tigernach (Abréviation en AT ou T) sont probablement originaires du monastère de Clonmacnoise en Irlande et attribuées pour la partie la plus ancienne à Tigernach, abbé de Clonmacnoise mort en 1088.
Le meilleur manuscrit subsistant est du XIVe siècle (MS Rawlinson B 488). Le texte comporte trois parties couvrant les années de 488 à 766, 974 à 1003 et 1017 à 1178. Il est composé dans un mélange de latin, de vieux et de moyen irlandais. Une traduction en anglais est désormais disponible. Les informations émanent des hypothétiques Chroniques d'Irlande dont dériveraient également les Annales d'Ulster (abréviation AU ou U) et les Annales d'Inisfallen (AI).
La lacune de 766 à 973 est particulièrement préjudiciable à la compréhension de la fusion des royaumes des Pictes et des Scots de Dalriada et de la constitution du royaume d'Alba. 